# Ҡ
Ҡ (minuscule : ҡ) est une lettre de l’alphabet cyrillique utilisée dans l’écriture du bachkir et du tatar de Sibérie.

## Utilisation
Elle note la consonne occlusive uvulaire sourde [q] en bachkir ou en tatar de Sibérie.
En tatar de Sibérien, elle est aussi transcrite avec le ka crampon ‹ қ › selon l’orthographe utilisée.

## Représentations informatiques
Le ka bachkir peut être représenté avec les caractères Unicode suivants :
| formes    | représentations | chaînes de caractères | points de code | descriptions                           |
| --------- | --------------- | --------------------- | -------------- | -------------------------------------- |
| capitale  | Ҡ               | Ҡ                     | U+04A0         | lettre majuscule cyrillique ka bachkir |
| minuscule | ҡ               | ҡ                     | U+04A1         | lettre minuscule cyrillique ka bachkir |